# Liste von Cargo-Kulten
Die Liste von Cargo-Kulten ist eine nach verschiedenen Werken (von Kenelm Burridge, Adolphus Peter Elkin, Peter Worsley, Friedrich Steinbauer u. a.) wiedergegebene Liste von verschiedenen größeren Cargo-Kulten in Melanesien.
Die Übersicht ist nach geographischen Räumen – von West nach Ost – gegliedert: Westliches Westneuguinea, östliches Westneuguinea, die Region Papua, die Region um den Sepik, Provinz Madang, Provinz Morobe, Hochland von Papua-Neuguineas, Bismarck-Archipel, Salomon-Inseln, Vanuatu (Neue Hebriden), Neukaledonien und Fidschiinseln.

## Tabellarische Übersicht
| Name der Bewegung                  | Zeit           | Region                       | Führer der Bewegung                                                                             |
| ---------------------------------- | -------------- | ---------------------------- | ----------------------------------------------------------------------------------------------- |
| Mansren-Koreri-Bewegung            | 1857–1901      | Westliches Westneuguinea     | Korano Baibo u. a Konors (Magier, Herolde, Vorläufer)                                           |
| Koreri-Bewegung der Angganita      | 1939–1942      | Westliches Westneuguinea     | Angganita Menufaur                                                                              |
| Mansren-Revolten des Stefanus      | 1942–1947      | Westliches Westneuguinea     | Stefanus Simopiaref, Stefanus Dawan und Frau Teodora, Jan Simopiaref, Korinus und Boseren u. a. |
| Simon’s Grabeskult                 | 1940–1944      | Östliches Westneuguinea      | Simson                                                                                          |
| Muyu Einheitsbewegung              | 1942–1955      | Östliches Westneuguinea      | Karum                                                                                           |
| Baigona-Kult                       | 1912–1920      | Papua                        | Maine, Gaiaribari, Eroro, Kaipa, Sinemi, Aede                                                   |
| Vailala-Wahn                       | 1919–1931      | Golf von Papua, Vailala      | Evara, Kori, Ua Halai, Biere, Harea, Hairi                                                      |
| Filo-Kult                          | 1940/41–1947   | Papua                        | Aisa Piau, Keama Gnu’u, Konio Gnu’u, Kavo Ipame, Ikuvu Evi u. a.                                |
| Tommy Kabu Genossenschaftsbewegung | 1945–1947      | Papua                        | Koivi Aua (=Tommy Kabu)                                                                         |
| Vier-Propheten-Bewegung            | 1931           | Provinz Sepik                | Die sog. Vier Propheten oder Vier Schwarzen Könige                                              |
| Bergkönig-Bewegung                 | 1935           | Provinz Sepik                | Anonyme Enthusiasten                                                                            |
| Kilibob-Manup-Erwartung            | 1900–1914      | Provinz Madang               | unbekannt                                                                                       |
| As bilong Kargo-Bewegung           | etwa 1933–1935 | Provinz Madang               | Verschiedene kath. und evang. Missionsgehilfen                                                  |
| Mambu-Bewegung                     | 1937–1939      | Provinz Madang               | Mambu                                                                                           |
| Prae-Yali-Kulte                    | ab 1945/46     | Provinz Madang               | Uririba, Kasan, Pales, Polelesi, Kaum u. a.                                                     |
| Yali-Bewegung                      | 1946–1955      | Provinz Madang               | Yali, Gurek und viele andere                                                                    |
| Post-Yali-Kulte                    | ab 1950        | Provinz Madang               | Lokale Yaliverehrer                                                                             |
| Geldzauber                         | 1922–1927–1938 | Provinz Morobe               | Tutumang, Mutali, Tikombe                                                                       |
| Marafi Satanskult                  | 1933–1936      | Provinz Morobe               | Marafi                                                                                          |
| Upikno-Kult                        | 1933–1938      | Provinz Morobe               | Upikno – Lazarus, Zorika u. a.                                                                  |
| Mangzo-Bewegung                    | ab 1946        | Provinz Morobe               | Mehrere Enthusiasten                                                                            |
| Neo-Mangzo-Kulte                   | ab 1958        | Provinz Morobe               | Mehrere Enthusiasten                                                                            |
| Fieberwind-Bewegung                | um 1945        | Hochland von Papua-Neuguinea | Anonyme Visionäre                                                                               |
| Batari-Bewegung                    | 1940–1942      | Bismarck-Archipel            | Batari u. a.                                                                                    |
| Paliau-Bewegung                    | ab 1945        | Bismarck-Archipel            | Paliau Maloat und Vorläufer                                                                     |
| Johnson-Kult auf Lavongai          | 1964           | Bismarck-Archipel            | Anonyme Freiheitskämpfer                                                                        |
| Pseudomilitärische Bewegung        | 1934           | Salomon-Inseln               | Sanop                                                                                           |
| Pokokoqoro-Kult                    | 1939–1940      | Salomon-Inseln               | Expolizist Pokokoqoro u. a.                                                                     |
| Welfare Society auf Buka           | seit 1953      | Salomon-Inseln               | John Teosin, Francis Hagai, dazu Sava Korachi u. a.                                             |
| Kieta-Bewegungen                   | um 1960        | Salomon-Inseln               | Anton Kearei und andere anonyme Agitatoren                                                      |
| Ronovuro-Kult                      | 1923           | Vanuatu                      | Ronovuro u. a.                                                                                  |
| John-Frum-Bewegung                 | ab 1940        | Vanuatu                      | Manehevi, Neloiag, Iokaeye und viele andere                                                     |
| Nacktkult                          | 1944–1951      | Vanuatu                      | Tsek (bzw. Tieka) von Nakuvu                                                                    |
| Nagriamel-Bewegung                 | ab 1966        | Vanuatu                      | Jimmy Stevens                                                                                   |
| Kommunistische Freiheitsbewegung   | ab 1945        | Neukaledonien                | Mehrere anonyme Anführer                                                                        |
| Luveniwai-Bewegung                 | 1880–1920      | Fidschi                      | Verschiedene anonyme junge Männer und „Zauberer“                                                |
| Apolosi-Bewegung                   | 1914–1940      | Fidschi                      | Apolosi                                                                                         |
| Prinz-Philip-Bewegung              |                |                              |                                                                                                 |